# George Peter Lloyd
George Peter Lloyd (1926-2007) est un homme politique britannique, Gouverneur des Îles Caïmans de 1982 à 1987.